# Arado Ar 64
O Arado Ar 64 foi um protótipo de caça monoposto biplano alemão, desenvolvido pela fábrica de aviões Arado Flugzeugwerke no final dos anos 20. Foi um projeto ainda feito durante a vigência do Tratado de Versalhes.
O Ar 64 foi uma aeronave derivada de duas outras: o Arado SD II e o Arado SD III. Estava planeado ser o sucessor do Fokker D.XIII, ao que foram construídas 24 aeronaves. Os Ar 64D e AR 64E haveriam de se tornar nos primeiros aviões a serem produzidos em série na Alemanha após o fim da Primeira Guerra Mundial. No verão de 1932, 19 aeronaves foram integradas no Jagdfliegerschule em Schleißheim e no Jagdstaffeln do Fliegergruppe Doberitz e do Fliegergruppe Damm.